# Hancock County (Georgia)
Hancock County is een county in de Amerikaanse staat Georgia.
De county heeft een landoppervlakte van 1.226 km² en telt 10.076 inwoners (volkstelling 2000). De hoofdplaats is Sparta.